# Alfabeto łacinka

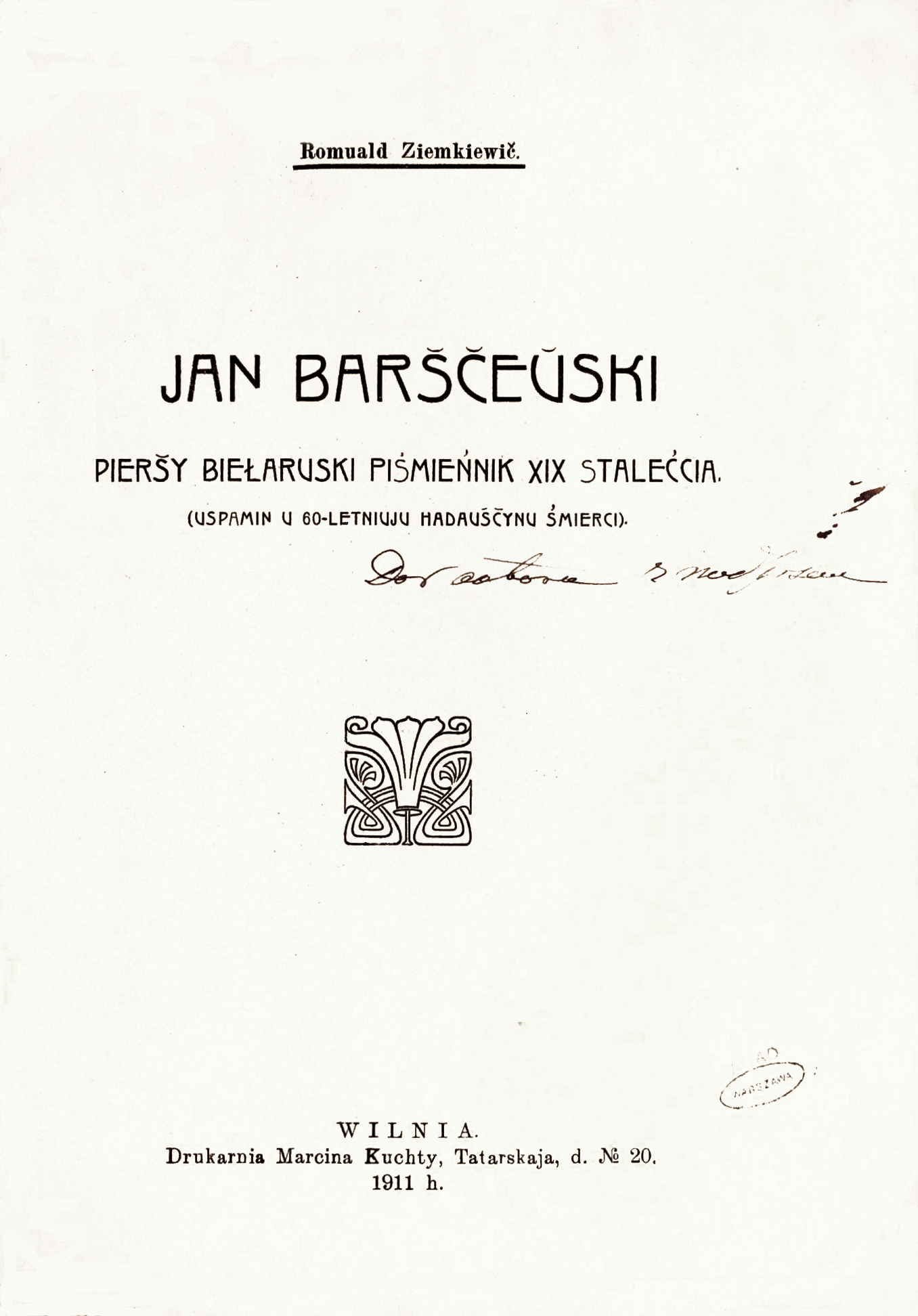
Libro in łacinka pubblicato nel 1911

Il łacinka è una variante dell'alfabeto latino utilizzato per la scrittura del bielorusso. Fu praticamente creato nell'Ottocento per occidentalizzare la Bielorussia da parte della Polonia ma con l'annessione all'Unione Sovietica fu soppresso a favore dell'alfabeto cirillico; attualmente, specialmente dopo l'indipendenza dalla Russia, il łacinka viene promosso da alcune organizzazioni bielorusse favorevoli all'Occidente ed all'Unione europea.

## Storia
I primi scritti che utilizzavano l'alfabeto łacinka apparvero nel Cinquecento. A Vilnius nel 1642 fu stampata la prima pubblicazione in alfabeto latino bielorusso, scritta dai gesuiti cattolici e intitolata "Na Pierwszy Wiazd z Krolowca do Kadlubka Saskiego Wilenskiego" ma solo dopo l'era napoleonica, che portò una "ventata" di Occidente nell'Est europeo, la łacinka iniziò ad essere promossa da scrittori bielorussi in modo consistente. Il suo uso fiorì soprattutto nell'area della Bielorussia che fece parte storicamente della Polonia.
Nell'Ottocento ne fecero uso principalmente scrittori bielorussi di origine polacca: Chachot, Bahrym, Dunin-Marcinkievič, Bahuševič e Hurynovič. Il rivoluzionario Kalinowski fondò nel 1863 un giornale esclusivamente in łacinka, "La verità dei contadini" (Мужыцкая праўда; in alfabeto łacinka: Mużyckaja prauda).
Nel Novecento il reverendo Baljaslaŭ Pachopka compose una "Grammatica bielorussa" (pubblicata nel 1918) basata esclusivamente sull'alfabeto łacinka.
Nel 1921 il suo uso ufficiale finì con la creazione della Repubblica Socialista Sovietica Bielorussa nell'ambito dell'Unione Sovietica (anche se l'accademico Žylunovič propose la łacinka ad una conferenza linguistica di Minsk) e praticamente scomparve alla fine della seconda guerra mondiale, ma nella parte della Bielorussia assegnata alla Polonia nel 1918 la łacinka fu promossa da Branislaŭ Taraškievič nella sua grammatica bielorussa del 1929.

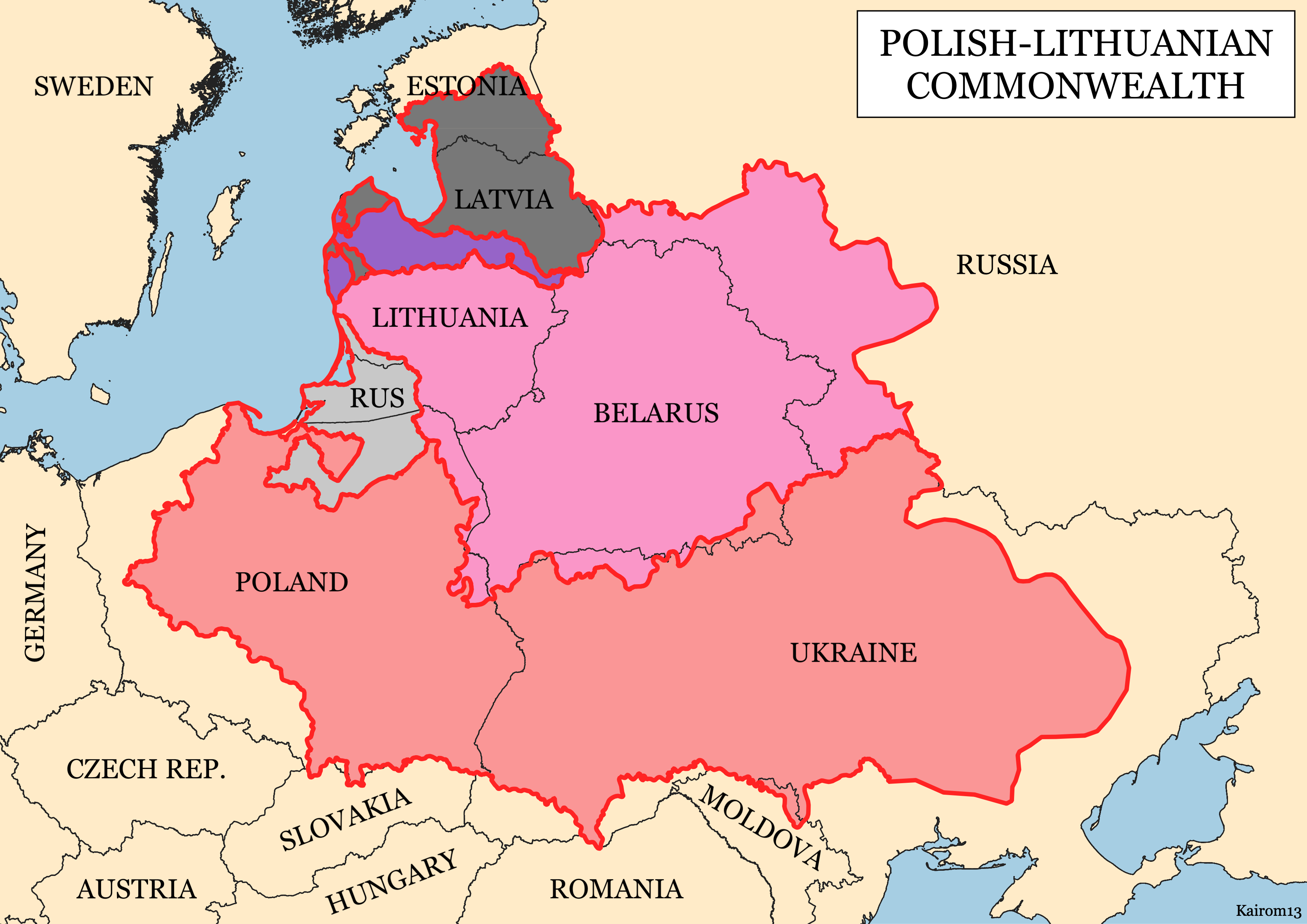
Il łacinka ha le sue radici nell'occupazione della Bielorussia da parte della Lituania nei secoli XVII e XVIII (ed anche da parte della Polonia, nel XX secolo, nella Bielorussia occidentale)

La łacinka fu praticamente ufficiale durante l'occupazione tedesca della Bielorussia, tra il 1941 ed il 1944, quando il cirillico fu bandito perché identificato con l'Unione Sovietica comunista.
Dopo il crollo del comunismo negli anni '90 e l'indipendenza della Bielorussia la łacinka è stata riproposta a Minsk come alfabeto della Bielorussia da Stankiewič, anche se con poco successo.
Attualmente la łacinka viene usata nel settimanale di Minsk "Naša Niva", nell'"ARCHE journal" ed in alcuni siti internet della diaspora bielorussa nel mondo.

## Alfabeto łacinka
L'alfabeto łacinka, da non confondersi con il bielorusso traslitterato, viene introdotto sotto l'influenza della vicina Polonia. Questo tipo di alfabeto è molto usato fino agli anni '20, ma con la russificazione del periodo sovietico scompare quasi totalmente dalla stampa; oggi è maggiormente diffuso nella parte occidentale del paese e tra gli scrittori emigrati.

L'alfabeto łacinka è collegato agli alfabeti polacco e lituano, ma ha la principale caratteristica nella lettera 'Ŭ' (U breve, usata nell'esperanto), che non si trova in questi due alfabeti; altra peculiarità dell'alfabeto latino bielorusso è l'assenza dell'apostrofo.
L'alfabeto łacinka ha le seguenti lettere:

| A a | B b | C c | Ć ć   | Č č | D d | DZ dz | DŹ dź | DŽ dž | E e |
| F f | G g | H h | CH ch | I i | J j | K k   | L l   | Ł ł   | M m |
| N n | Ń ń | O o | P p   | R r | S s | Ś ś   | Š š   | T t   | U u |
| Ŭ ŭ | V v | Y y | Z z   | Ź ź | Ż ż |       |       |       |     |

Esempio di "Inno alla Bielorussia" in alfabeto cirillico e łacinka:
| Cirillico: Магутны Божа Магутны Божа! Ўладар сусьветаў, Вялікіх сонцаў і сэрц малых! Над Беларусяй, ціхай і ветлай, Рассып праменьні свае хвалы. Дай спор у працы штодзеннай, шэрай, На лусту хлеба, на родны край, Павагу, сілу і веліч веры У нашу праўду, у прышласьць - дай ! Дай урадлівасьць жытнёвым нівам, Учынкам нашым пашлі ўмалот! Зрабі магутнай, зрабі шчасьлівай Краіну нашу і наш народ! | Łacinka: Mahutny Boža Mahutny Boža! Ŭładar suśvietaŭ, Vialikich soncaŭ i serc małych! Nad Biełarusiaj, cichaj i vietłaj, Rassyp pramieńni svaje chvały. Daj spor u pracy štodziennaj, šeraj, Na łustu chleba, na rodny kraj, Pavahu, siłu j vielič ciery U našu praŭdu, u pryšłaść - daj ! Daj uradlivaść žytniovym nivam, Učynkam našym pašli ŭmałot! Zrabi mahutnaj, zrabi ščaślivaj Krainu našu j naš narod! |